# غاريقونية
الغاريقونية (الاسم العلمي: Agaricaceae) هي فصيلة من الفطريات تتبع رتبة الغاريقونيات من طائفة الغاريقوناوات. هذه الفصيلة تحتوي على 85 جنساٌ و1340 نوعاٌ. وتضم جنس الغاريقون المعروف.

## أجناس
- الغاريقون
- الصاقورية